# Schwulenarchiv Schweiz
Der Verein Schwulenarchiv Schweiz (SAS) in Zürich wurde am 10. Juli 1993 gegründet im Bestreben, Dokumente schwulen Lebens und Wirkens in der Schweiz zu sammeln. Die erste Grundlage bildeten die Archive regionaler Vereinigungen, die bald auch durch diejenigen nationaler Organisationen ergänzt wurden. 
Dazu kamen immer mehr private Nachlässe mit Tagebüchern, Fotografien, Kunstwerken usw. Einer von diesen enthält viel verloren geglaubtes Material aus der Homosexuellen-Vereinigung «Der Kreis». Ein anderer enthält Tagebücher (74 Bände), Briefe, Gedichte und Fotos, die das Leben vor allem im ländlichen Raum der Schweiz dokumentieren.
Ein zweiter Schwerpunkt ist die Sammlung von schweizerischen Zeitschriften, insbesondere der weltweit verbreiteten Publikation «Der Kreis / Le Cercle / The Circle» (1943–1967) sowie ihrer Vorgänger und Nachfolger.
Im Jahr 1993 konnte ein Depositums-Vertrag mit dem Schweizerischen Sozialarchiv in Zürich geschlossen werden; dieses übernimmt die sachgerechte Erschliessung und Lagerung der Bestände und stellt sie der Öffentlichkeit zur Verfügung. Die Groberschliessung der Archivalien sowie die Zuständigkeit in Hinsicht auf deren Freigabe bleibt beim SAS.
Zur langfristigen Sicherung der Bestände wurde 2009 die «Heinrich Hössli Stiftung für Homosexualität in Kultur und Geschichte» gegründet; ihr wurden und werden auch in Zukunft die gesammelten Materialien übertragen.
Dokumente aus dem Archiv werden immer wieder in Ausstellungen verwendet, so in der grossen Schau «Goodbye to Berlin? 100 Jahre Schwulenbewegung» (1997), in der Ausstellung «unverschämt» im Stadthaus Zürich (2002) und im Unternehmen Mitte (Basel) 2004, in «Problem gelöst? - Geschichte(n) eines Virus» in der Shedhalle der Roten Fabrik in Zürich (2019/20) oder in «Geschlecht» im Stapferhaus in Lenzburg (2020/21); sie dienten auch zur Abfassung der Internet-Publikation über die Schwulengeschichte der Schweiz.